# Sylvain Couzinet-Jacques
Pour les articles homonymes, voir Couzinet et Jacques.
 (mars 2022).
Il peut être nécessaire de l'améliorer pour respecter le principe de neutralité de point de vue. Veuillez consulter la page de discussion pour plus de détails.

Sylvain Couzinet-Jacques est un artiste contemporain français, né en 1983 à Sens. Il vit et travaille à Paris.
Ses œuvres utilisent la photographie, la vidéo, l'installation, la sculpture ainsi que des outils des nouvelles technologies. Elles impliquent généralement une pratique sociale et collaborative de l’art.

## Biographie
Sylvain Couzinet-Jacques est né à Sens en Bourgogne. Il est diplômé de l’École supérieure d’art et design Marseille-Méditerranée (DNSEP en 2010) et de l’École nationale supérieure de la photographie (ENSP) d'Arles (diplôme et master en 2012).
Son travail est présenté lors d’expositions personnelles au BAL à Paris (Standards&Poors, 2013), à Aperture Foundation à New York (Eden, 2016) ou encore à C/O Berlin (Sub Rosa, 2019),,,,,,.
En 2015, il est lauréat du prix Immersion : une commande photographique franco-américaine, décerné par la Fondation d’entreprise Hermès, en alliance avec Aperture Foundation qui lui permet d’initier son projet Eden où il acquiert pour 1 000 dollars la première école publique de la ville d’Eden en Caroline du Nord,. La maison en bois repeinte en rouge vif par l’artiste occupe alors une place singulière au sein de la ville, et devient un prétexte d’une œuvre au long cours engagée autour de pratiques sociales esthétiques,.
En 2017, il est reçu comme membre artiste à la Casa de Velázquez (académie de France à Madrid) où il réalise Sub Rosa, une installation audiovisuelle en multi-écrans de 12 heures autour d’adolescents à Madrid et d’un monument en ruine du fascisme espagnol, Arco de la Moncloa. La maison d’édition Spector Books publie le catalogue monographique en 2019,.
En 2020, il est lauréat de la commande nationale photographique « Regards du Grand Paris ». Il travaille alors dans les communes de Clichy-Sous-Bois et Montfermeil autour d’un réseau de communication pour smartphones indépendant et crypté. L’œuvre informelle La Ronde de Nuit est nommée en hommage au célèbre tableau de Rembrandt mais également à l’œuvre de Lewis Baltz Night Watch. Durant la pandémie de Covid-19, Sylvain Couzinet-Jacques développe avec des ingénieurs une application Android gratuite et open source qui permet de communiquer gratuitement et sans carte SIM selon un principe de réseau mesh. Il réalise des photographies qui documentent les expérimentations avec les habitants du quartier pour la commande. Le prototype de l’app est ensuite expérimenté à Roubaix et Calais en 2021 et 2022 grâce au soutien du Fresnoy, studio national des arts contemporains, de l’Université de Mons - Institut Numédiart et du programme du Centre national du cinéma et de l'image animée (CNC) pour les arts numériques DICRéAM.
Son travail fait partie de collections privées et publiques, notamment au Fonds national d'art contemporain (FNAC), la collection de la Fondation d’entreprise Hermès, la collection JP Morgan, la collection Deutsche Börse Foundation, au Fonds régional d'art contemporain d'Auvergne (FRAC Auvergne), à l’International Center for Photography (ICP) - New York, au Fonds d'art contemporain - Paris Collections (FMAC, ville de Paris), la collection Neuflize OBC, la collection d’art de la styliste Agnès b. ou encore au musée Kunstmuseum de Wolfsburg en Allemagne.

## Monographies
- Sub Rosa, publié par Spector Books & C/O Berlin, texte de Mira Anneli Naß, 144 pages, 2019  (ISBN 978-3-95905-361-7)
- Eden, publié par Aperture, texte d’Agnès Sire, design de Fred Cave, 1024 pages, 2016  (ISBN 978-1-59711-379-3)

## Expositions personnelles (sélection)
- Sub Rosa, C/O Berlin (DE), 2019[7]
- Eden, Aperture Gallery New York (États-Unis), 2016[6]
- The near, the low, the common, Galerie Particulière, Paris (FR), 2014[18]
- Standards&Poors (Prix École d’art Sfr/Le Bal), Le BAL, Paris (FR), 2013[19]

## Expositions collectives (sélection)
- Menschenbilder (cur. Holger Broeker), Kunstmuseum of Wolfsburg (DE), 2021[20]
- Regards hors-champ et paysage (collection agnès b.), La Fab, Paris (FR), 2020[21]
- Récit Invisibles (cur. Julie Martin, Camille Prunet et Valérie Mazouin), Chapelle St Jacques (FR), 2019[22]
- Foam Talents (cur. Kim Knoppers), Deutsche Börse AG, Francfort (DE) / Beaconfield Gallery, Londres (Royaume-Uni) /

Red Hook Labs, New-York (États-Unis)/ Foam, Amsterdam (NL), 2019
- Three dots, Rocky Shore gallery, Tokyo (JP), 2018[24]
- Viva Villa ! (cur. Cécile Debray & Federico Nicolao), Villa Méditerranée, Marseille (FR), 2018[25]
- Reste l’air et le monde, FRAC Auvergne (cur. Jean-Charles Vergne), Clermont-Ferrand (FR), 2018[26]
- Inventeurs d’aventures (cur. Gael Charbau), Friche de la Belle de Mai, Marseille (FR) , 2017[27]
- Biennale de l’Image Possible (cur. AF Lesuisse), Liège (BE), 2016[28]
- De leurs temps, Triennale (cur. ADIAF), Lyon (FR), 2016[29]
- Construction/Apparition (cur.Michel Poivert), Galerie Particulière, Bruxelles (BE)/ Paris (FR), 2016[30]
- Fotofestival Mannheim Ludwigshafen Heidelberg (cur. Urs Stahel), Mannheim (DE), 2015[31]
- Tara Expeditions, Galerie du Jour, Paris (FR), 2015[32]
- 58e Salon de Montrouge (cur. Stéphane Corréard & Sandra Adam-Couralet), Paris (FR) , 2013[33]

## Prix
- Lauréat du C/O Berlin Talent award 2019, DE[34]
- Lauréat Foam Talents 2018, NL[35]
- Lauréat «Immersion» Fondation Hermès/Aperture Foundation 2015, FR/États-Unis[9]
- Nommé pour le prix Sciences Po 2014, FR[36]
- Lauréat du prix Talents du BAL 2012, FR[2]